# Anthicus lecontei
Anthicus lecontei är en skalbaggsart som beskrevs av Champion 1890. Anthicus lecontei ingår i släktet Anthicus och familjen kvickbaggar. Inga underarter finns listade i Catalogue of Life.